# 上戸彩
上戸 彩（うえと あや、1985年〈昭和60年〉9月14日 -  ）は、日本の女優、歌手。
東京都練馬区光が丘出身。オスカープロモーション所属。夫はEXILEのHIRO。3児の母。

## 略歴
練馬総合病院で生まれる。練馬区立光が丘第六小学校を卒業。
1997年8月、小学6年の時にオスカープロモーション主催「第7回全日本国民的美少女コンテスト」で審査員特別賞を受賞。応募のきっかけは、友人がエキストラとしてドラマに出演したことを羨ましがっていた時期に、ちょうどポストにチラシが入っていたので母親が応募したことだった。なお、審査員の一人だった中森明夫によると、上戸は同コンテストの本選においてどの賞にも選ばれていなかったが、中森および古賀誠一（当時オスカー社長）が推薦したことにより賞を得たという。審査員特別賞の受賞者が急遽2名となったため、授賞式では上戸の表彰状やタスキがなかった。
1999年1月、4人組アイドルグループZ-1の一員として活動を開始する。
2000年10月から放送されたテレビドラマ『涙をふいて』で女優デビュー。
2001年10月から放送されたテレビドラマ『3年B組金八先生』第6シリーズで性同一性障害の生徒を演じた。このドラマを機に多忙となった。
2002年8月、ソロで歌手活動を開始する。同年、多忙で学校に通えず単位が足りなくなったため、高校2年の夏に堀越高等学校を中退した。

### 特記
タレントCM起用社数ランキングでは、2004年、2005年、2006年、2009年、2010年、2015年と通算6度の年間首位を獲得している。
漫才日本一決定戦『M-1グランプリ』の決勝では、2008年から2024年まで13大会連続で司会を務めている。

## 人物
- 子供の頃の習い事は、月曜が公文式、水曜と木曜がバレエ、金曜がピアノ、土曜が水泳、日曜がリトミックであった[20]。
- 芸能活動を始めてからも保育士を志望していたが、20歳の時に芸能活動に進路を定めた。代わりにチャイルドケアライセンスを取得した[10][13]。
- 20代の時にインビザラインで矯正を行った[21]。

### 家族
- 父親は北海道寿都町出身で、母親は沖縄県石垣島出身である[22]。上戸は19歳の時にマンションを購入し、女手一つで育ててくれた母親へプレゼントした[9]。
- 16歳上の兄と、2歳上の兄がいる[23]。2004年12月16日深夜放送のラジオ番組『ナインティナインのオールナイトニッポン』に上戸がゲストとして出演した際、同番組のリスナーである次兄も一緒に出演した[24][25]。
- 母方の祖父は台湾出身で実業家の林発[26]。石垣島に移住し、パイナップル産業を定着させたことで名を残す[27]。祖父は上戸の母親を養子として迎えているため、上戸との血縁関係はない[28]。
- 2012年9月14日、自身の27歳の誕生日にEXILEのHIROと結婚[29]。HIROの知人が、上戸の在籍していたグループZ-1のダンス指導を担当していたことを機に知り合い、長年友人関係にあった[30]。2010年夏頃から2年の交際期間を経て結婚に至った[29][31]。

### 出産
- 2015年4月12日、スポーツ新聞で妊娠が報じられたことを受け、第1子妊娠を発表[32]。妊娠期間、出産予定時期は非公表であった[33]。同年4月期放送のテレビドラマ『アイムホーム』の撮影終了後産休に入り、同年8月に第1子女児を出産した[34]。その後、CM撮影にて仕事を再開。同年12月6日生放送の『M-1グランプリ2015』の司会が出産後初の公の場となった[35]。
- 2019年6月11日、週刊誌で妊娠が報じられたことを受け、第2子妊娠および翌月出産予定であることを発表[36]。同年7月に第2子男児を出産した[37]。同年10月14日に行われた映画『マレフィセント2』の試写会が出産後初の公の場となった[38]。
- 2023年3月26日、スポーツ新聞で妊娠が報じられるも、当人からの正式発表はないままだったが[39]、同年6月22日に第3子男児の出産が発表された[6]。同年9月29日に行われた映画『沈黙の艦隊』の初日舞台挨拶が出産後初の公の場となった[40]。

### 交友関係
- NEWSの増田貴久は地元の中学の1学年後輩で、当時からの仲である[41]。
- ベッキーは子供向け番組『おはスタ』の共演で知り合ったが、それから数年後のテレビドラマ『エースをねらえ!』の共演で親しくなり、10代の頃から20年以上友人関係にある[42]。平愛梨はテレビドラマ『3年B組金八先生』の共演で親しくなり、10代の頃から20年以上友人関係にある[43]。
- 先述の『M-1グランプリ』で共に司会を務める今田耕司は、上戸がZ-1としてデビューする頃から共演していた仲である[44]。

## 音楽

### シングル
1. Pureness（2002年）
2. kizuna（2002年）
3. Hello（2003年）
4. MESSAGE/PERSONAL（2003年）
5. 感傷/MERMAID（2003年）
6. 微熱（2003年）
7. 愛のために。（2004年）
8. 風/贈る言葉（2004年）
9. あふれそうな愛、抱いて/涙をふいて（2004年）
10. ウソツキ（2004年）
11. 夢のチカラ（2005年）
12. 風をうけて（2005年）
13. 笑顔のままで（2006年）
14. way to heaven（2007年）
15. 涙の虹/SAVE ME（2007年）
16. Smile for.../もう一度だけ（2009年）

### スタジオ・アルバム
1. AYAUETO（2003年）
2. MESSAGE（2004年）
3. Re.（2004年）
4. License（2006年）
5. Happy Magic〜スマイルプロジェクト〜（2009年）

### コンピレーション・アルバム
1. UETOAYAMIX（2005年）
2. BEST OF UETOAYA -Single Collection-（2006年）
3. プラチナムベスト BEST of UETO AYA －Single Collection－PLUS（2017年）

### DVD・VHS
1. uetoaya films vol.01 “PUZZLE”（2003年）
2. UETO AYA FIRST LIVE TOUR Pureness 2003（2003年）
3. UETO AYA CLIPS 01（2003年）
4. UETO AYA CLIPS 02（2005年）
5. UETO AYA LIVE TOUR 2005 “元気ハツラツぅ？”（2005年）
6. UETO AYA BEST LIVE TOUR 2007 “Never Ever”（2007年）
7. Happy Magic 〜スマイル・マイルス・マイルッス〜（2009年）

### その他参加作品
アルバム
1. 『ピーター・パン2 ネバーランドの秘密 オリジナル・サウンドトラック』「君も仲間さ」「私もロスト・ガールよ」収録（2002年）
2. 『Thank You〜ありがとう〜』「ぬくもり」収録（2006年）
3. 『Extra High Grade Works』／Home Grown「風 <Home Grown Remix>」収録（2006年）
4. 『Family』／KOHEI JAPAN「もしも願いが叶うなら：上戸彩 feat. KOHEI JAPAN」収録（2007年）
5. 『sakura songs 2』「この世界に生まれて」収録（2008年）
6. 『Jazztronik Works』／Jazztronik「ウソツキ-Jazztronik-」収録（2009年）
7. BEGIN 20th ANNIVERSARY『SPECIAL TRIBUTE ALBUM』／BEGIN「SMILE」収録（2011年）

DVD
1. アタックNo.1（2005年）

### ライブ
- UETO AYA FIRST LIVE TOUR Pureness 2003（2003年）
- オロナミンC presents 上戸彩 LIVE TOUR 2005 "元気ハツラツぅ？"（2005年）
- 上戸彩 BEST LIVE TOUR 2007 "Never Ever"（2007年）
- "Happy Magic 〜スマイル・マイルス・マイルッス〜"（2009年）

## 出演
役名の太字は主演作品

### テレビドラマ
- 涙をふいて（2000年10月 - 12月、フジテレビ） - 淵上桃 役
- 嫁はミツボシ。（2001年4月 - 6月、TBS） - 新庄真由 役
- 史上最悪のデート 20th DATE「マザコン少年の初デート」（2001年4月22日、日本テレビ） - 栞 役
- 3年B組金八先生 第6シリーズ（2001年10月 - 2002年3月、TBS） - 鶴本直 役
  - 第7シリーズ 第11話「新年スペシャル 鶴本直・決断の旅立ち」（2005年1月7日）
- 渡る世間は鬼ばかり 第6シリーズ 第10話 - 第15話（2002年6月 - 7月、TBS） - 山下加奈 役
  - 最終回スペシャル（2007年3月29日・2011年9月29日）
- マイリトルシェフ（2002年7月 - 9月、TBS） - 鴨沢名津菜 役
- 高校教師（2003年1月 - 3月、TBS） - 町田雛 役
- ひと夏のパパへ（2003年7月 - 9月、TBS） - 望月まりも 役
- さとうきび畑の唄（2003年9月28日、TBS） - 平山美枝 役
- エースをねらえ!（2004年1月 - 3月、テレビ朝日） - 岡ひろみ 役
  - エースをねらえ! 〜奇跡への挑戦〜（2004年9月23日）
- 霊感バスガイド事件簿 第3話（2004年4月30日、テレビ朝日） - 青山美咲 役
- 義経（2005年1月 - 12月、NHK総合） - うつぼ 役
- 土曜ワイド劇場「古都」（2005年2月5日、テレビ朝日） - 佐田千重子・苗子 役（二役）
- アタックNo.1（2005年4月 - 6月、テレビ朝日） - 鮎原こずえ 役
- 美空ひばり誕生物語〜おでことおでこがぶつかって〜（2005年5月29日、TBS） - 加藤和枝（美空ひばり）役
- 涙そうそう この愛に生きて（2005年10月6日、TBS） - 小田未来 役
- 翼の折れた天使たち 第一夜「セレブ」（2006年2月26日、フジテレビ） - 小峰奈々子 役
- アテンションプリーズ（2006年4月 - 6月、フジテレビ） - 美咲洋子 役
  - アテンションプリーズ スペシャル 〜ハワイ・ホノルル編〜（2007年1月13日）
  - アテンションプリーズ スペシャル 〜オーストラリア・シドニー編〜（2008年4月3日）
- 下北サンデーズ（2006年7月 - 9月、テレビ朝日） - 里中ゆいか 役
- 李香蘭（2007年2月11日・12日、テレビ東京） - 山口淑子 役
- ホテリアー（2007年4月 - 6月、テレビ朝日） - 小田桐杏子 役
- 輪違屋糸里〜女たちの新撰組〜（2007年9月9日・10日、TBS） - 糸里 役
- 暴れん坊ママ（2007年10月 - 12月、フジテレビ） - 川野あゆ 役
- ホカベン（2008年4月 - 6月、日本テレビ） - 堂本灯 役
- セレブと貧乏太郎（2008年10月 - 12月、フジテレビ） - 美田園アリス 役
- 婚カツ!（2009年4月 - 6月、フジテレビ） - 飛田春乃 役
- 橋田壽賀子ドラマスペシャル「結婚」（2009年11月28日、テレビ朝日） - 上原ちかげ 役
- 愛はみえる〜全盲夫婦に宿った小さな命（2010年9月3日、フジテレビ） - 立松樹里 役
- 絶対零度 〜未解決事件特命捜査〜（2010年4月 - 6月、フジテレビ） - 桜木泉 役
  - 絶対零度 〜未解決事件特命捜査〜 Special（2011年7月8日）
  - 絶対零度 〜特殊犯罪潜入捜査〜（2011年7月 - 9月）
  - 絶対零度 〜未然犯罪潜入捜査〜（2018年7月 - 9月） - 特別出演
- 10年先も君に恋して（2010年8月 - 10月、NHK総合） - 小野沢里花 役[45]
- 流れ星（2010年10月 - 12月、フジテレビ） - 槇原梨沙 役
- 金子みすゞ物語〜みんなちがってみんないい〜（2012年7月9日、TBS） - 金子みすゞ 役
- 24時間テレビ35ドラマスペシャル「車イスで僕は空を飛ぶ」（2012年8月25日、日本テレビ） - 加藤久実 役
- いつか陽のあたる場所で（2013年1月 - 3月、NHK総合） - 小森谷芭子 役
  - いつか陽のあたる場所で スペシャル（2014年4月1日）
- 半沢直樹（2013年7月 - 9月、TBS） - 半沢花 役
  - 半沢直樹 2020年版（2020年7月 - 9月）
- 昼顔〜平日午後3時の恋人たち〜（2014年7月 - 9月、フジテレビ） - 笹本紗和 役
- アイムホーム（2015年4月 - 6月、テレビ朝日） - 家路恵 役[46]
- ミッドナイト・ジャーナル 消えた誘拐犯を追え! 七年目の真実（2018年3月30日、テレビ東京） - 藤瀬祐里 役[47]
- 太陽を愛したひと 〜1964あの日のパラリンピック〜（2018年8月22日、NHK総合） - 中村廣子 役[48]
- カンテレ開局60周年特別ドラマ「僕が笑うと」（2019年3月26日、関西テレビ） - 鈴木誠子 役[49]
- となりのチカラ（2022年1月20日 - 3月31日、テレビ朝日） - 中越灯 役[50]
- ひとりぼっち -人と人をつなぐ愛の物語-（2023年4月9日、TBS） - 内田千秋 役[51]

### 映画
- 殺人者 KILLER OF PARAISO（1999年5月14日、大映） - ヒカリ 役
- あずみ（2003年5月10日、東宝） - あずみ 役
  - あずみ2 Death or Love（2005年3月12日）
- インストール（2004年12月25日、角川映画） - 野沢朝子 役
- 櫻の園（2008年11月8日、松竹） - リミ 役（友情出演）
- シュアリー・サムデイ（2010年7月17日、松竹） - 上戸彩（本人） 役
- テルマエ・ロマエ（2012年4月28日、東宝） - 山越真実 役
  - テルマエ・ロマエII（2014年4月26日）
- おしん（2013年10月12日、東映） - 谷村ふじ 役
- 武士の献立（2013年12月14日、松竹） - お春 役
- 昼顔（2017年6月10日、東宝） - 木下紗和 役
- シャイロックの子供たち（2023年2月17日、松竹） - 北川愛理 役
- 沈黙の艦隊（2023年9月29日、東宝） - 市谷裕美 役[52]
  - 沈黙の艦隊 北極海大海戦（2025年9月26日公開予定）[53]
- パリピ孔明 THE MOVIE（2025年4月25日、松竹）[54]

### 配信ドラマ
- 沈黙の艦隊 シーズン1 〜東京湾大海戦〜（2024年2月9日 - 、Amazon Prime Video） - 市谷裕美 役[55]

### 劇場アニメ
- あした元気にな〜れ! 〜半分のさつまいも〜（2005年、「あした元気にな～れ!」全国配給委員会） - 主演・中根かよ子 役
- ピアノの森（2007年、松竹） - 一ノ瀬海 役
- BATON（2009年、ロックウェルアイズ） - ミカル 役
- 名探偵コナン ゼロの執行人（2018年、東宝） - 橘境子 役[56]
- それいけ!アンパンマン ばいきんまんとえほんのルルン（2024年） - ルルン 役[57]

### テレビアニメ
- 名探偵コナン 第437話「上戸彩と新一 4年前の約束」（2006年5月8日、読売テレビ） - 本人 役[56]

### ゲーム
- ローグギャラクシー（2005年、ソニー・コンピュータエンタテインメント） - キサラ 役

### 吹き替え
映画
- スピード・レーサー（2008年、ワーナー・ブラザース） - トリクシー 役〈クリスティーナ・リッチ〉
- エクリプス/トワイライト・サーガ（2010年、角川エンタテインメント） - ベラ・スワン 役〈クリステン・スチュワート〉
- マレフィセント（2014年、ウォルト・ディズニー・スタジオ・ジャパン） - オーロラ姫 役〈エル・ファニング〉
  - マレフィセント2（2019年）[58]

アニメ
- ピーター・パン2 ネバーランドの秘密（2002年、ウォルト・ディズニー・ジャパン） - ジェーン・ダーリング、ウェンディ・ダーリング〈子供時代〉 役
- ATOM（2009年、角川エンタテインメント） - アトム 役
- ズートピア（2016年、ウォルト・ディズニー・スタジオ・ジャパン） - ジュディ・ホップス 役[59]
  - ズートピア2（2025年公開予定、ウォルト・ディズニー・ジャパン）[60]
- ワンス・アポン・ア・スタジオ -100年の思い出-（2023年、ウォルト・ディズニー・ジャパン） - ジュディ・ホップス 役
- ウィッシュ（2023年、ウォルト・ディズニー・ジャパン）[61]

### ドキュメンタリー
- こころの時代「私は、母になる　〜餅田千代と孤児たちの戦後〜」（2021年5月2日、NHK Eテレ） - 朗読[62]

### ラジオ
- 上戸彩 Seventeen's Map（2002年10月 - 2003年9月、ニッポン放送）
  - 上戸彩 Eighteen's Road（2003年10月 - 2004年9月）
  - 上戸彩 Nineteen's ナイン（2004年10月 - 2005年9月）
  - 上戸彩 ハタチにハイタッチ!（2005年10月 - 2006年9月）
  - 上戸彩 21ピース!（2006年9月 - 2007年3月）
- 第32回ラジオ・チャリティー・ミュージックソン（2006年12月24日・25日、ニッポン放送）
  - 第40回ラジオ・チャリティー・ミュージックソン（2014年12月24日・25日）
- 上戸彩の「スマイル部」（2012年4月 - 9月、TOKYO FM）
- 上戸彩 ブリリアント・ライフ（2013年9月 - 2015年9月、ニッポン放送）

### 特別番組
- 第55回NHK紅白歌合戦 紅組トップバッター（2004年12月31日、NHK総合・ラジオ第1）
- M-1グランプリ（2008年 - 2010年 / 2015年 - 2024年、朝日放送テレビ） - 司会
- 日本レコード大賞（TBSテレビ・ラジオ）
  - 第50回（2008年12月30日） - 司会
  - 第55回（2013年12月30日）
- 24時間テレビ36「愛は地球を救う」（2013年8月24日 - 25日、日本テレビ） - チャリティーパーソナリティー

### 映像作品
- THE COMPLETE 上戸彩（2001年、ビームエンタテインメント）

### CM
- 日清食品
  - カップヌードル（2001年）
  - どん兵衛（2003年 - ）[63]
- 日本コカ・コーラ 茶宝（2002年）[64]
- ニベア花王 8×4（2002年 - ）
- バンダイ
  - ガンプラ（2002年 - ）
  - カラオケステーション（2002年 - ）
- ロッテ
  - 爽（2003年 - ）
  - パイの実（2003年 - ）
  - SFREA（2004年）
  - フルーツガム（2005年）
  - ガーナミルクチョコレート（2006年 - ）
  - アーモンドチョコレート（2007年 - ）
- 花王
  - ソフィーナ ベリーベリー（2003年 - ）
  - ソフィーナ AUBE（2005年 - ）
- 家庭教師のトライ（2003年 - ）
- AOKI（2003年 - ）
- 損保ジャパン（2003年 - ）
- 角川書店 ザテレビジョン（2003年 - ）
- アパマンショップ（2003年 - ）
- NTTドコモ東海 505i（2003年）
- プロトコーポレーション GOO（2004年 - ）[65]
- 大塚製薬 オロナミンC（2004年 - ）
- 小学館 週刊少年サンデー（2004年）
- 富士フイルム DVDきれい録り（2004年）
- コクーン新都心（2004年）
- ソフトバンクグループ
  - ソフトバンクBB Yahoo! BB（2004年 - ）[66]
  - ソフトバンク「白戸家」シリーズ（2007年 - ）[67]
- キッコーマン
  - うちのごはん（2005年 - ）
  - わが家は焼肉屋さん（2005年 - ）
  - 濃いだし 本つゆ（2016年 - ）
  - 絶品だし 極み（2017年 - ）
  - 発酵だし 鍋つゆ（2018年 - ）
- JTB（2005年 - ）
- 国勢調査（2005年）
- ジョイフル恵利（2006年）
- ダイハツ工業 ソニカ（2006年 - ）
- コーセー
  - ファシオ（2007年 - ）[68]
  - 潤肌粋（2010年 - ）
  - 肌極（2013年 - ）[69]
  - エスプリーク（2014年 - ）[70]
- コーセーコスメポート
  - ソフティモ（2007年 - ）
  - サンカット（2011年 - ）[71]
  - 黒糖精（2018年 - ）[72]
- 富士通テン ECLIPSE（2008年 - ）
- ディップ
  - バイトルドットコム（2008年 - ）[73]
  - はたらこねっと（2011年 - ）
- サンヨー食品
  - デュラムおばさんシリーズ（2009年 - ）[74]
  - カップスター（2011年）
- NEXCO中日本（2009年 - ）
- 大阪ガス
  - 大阪ガス（2009年 - ）[75]
  - FitDish（2024年）[76]
- コルテオ（2009年）
- 日本税理士会連合会（2009年 - ）
- 日本通運（2009年 - ）[77]
- アサヒビール
  - クリアアサヒ（2011年 - 2015年 / 2021年 - 2022年）[78][79]
  - 麦の新ジャンルNo.1（2017年 - 2018年）[80][81]
  - アサヒ贅沢搾り（2018年）[82]
- アサヒ飲料
  - 六条麦茶（2011年 - ）[83]
  - 三ツ矢サイダー（2012年 - ）[84]
- 西川産業（2012年 - ）[85]
- シルク・ドゥ・ソレイユ3D 彼方からの物語（2012年）
- 森永製菓
  - 生ラムネ（2013年）
  - 森永ミルクキャラメル（2013年）[86]
  - ファッジ（2013年）
  - パリパリバー（2014年 - ）
  - チョコモナカジャンボ・バニラモナカジャンボ（2015年 - 2016年）[87]
- 任天堂 スーパーマリオ 3Dワールド（2013年）
- Visaデビットカード（2014年 - ）[88]
- 内閣府 マイナンバー（2015年）[89]
- ムンディファーマ イソジン（2016年 - ）[90]
- ライオン
  - クリニカ（2017年 - ）[91]
  - アクロンスマートケア（2023年）[92]
- 江崎グリコ 高濃度ビフィズス菌飲料BifiX1000α（2017年）[93]
- TikTok（2018年 - 2019年）[94]
- SATORI（2020年 - ）[95]
- ソーダストリーム（2020年 - ）[96]
- 丸亀製麺（2022年 - ）[97]
- カルビー
  - ポテトチップス ザ厚切り（2024年）[98]
  - ポテトチップス コンソメパンチ（2024年）[7]
- 明治
  - 明治おいしい牛乳（2024年）[99]
  - 明治おいしいミルクコーヒー（2024年）[100]
  - 明治Wのスキンケアヨーグルト（2025年）[101]
- KUMON（2024年 - ）[102]
- サントリー -196（2025年）[103]

### その他
- 厚生労働省 LQ キャンペーン（2000年）[104]
- 「ビクター・甲子園ポスター」キャンペーン（2001年）
- 日本損害保険協会 防火ポスター（2002年）[105]
- 全国納豆協同組合連合会 2代目納豆クイーン（2004年）[106]
- 少女コミック「上戸彩物語」（2005年8、9号、小学館）
  - 作画担当は咲坂芽亜。6月24日、コミック本として発売。
- FIFA Club World Championship TOYOTA Cup Japan 2005 イメージガール（2005年）[107]
- アニメ『名探偵コナン』スペシャルサポーター（2006年）[108]
- トリノオリンピック 日本テレビ系スペシャルキャスター（2006年）
- 法務省 第56回社会を明るくする運動 イメージキャラクター（2006年）
- 12歳の文学賞 特別審査員（2006年）[109]
- 裁判員制度 広告キャラクター（2007年 - ）[110]
- 経済産業省「CHECK PC!」情報セキュリティ広報大使（2008年）[111]
- アートアクアリウム 広報大使（2014年、2017年、2018年、2020年）[112]
- 「特別展アリス―へんてこりん、へんてこりんな世界―」展覧会サポーター（2022年）[113]

## 受賞

### 俳優業
- 2002年
  - 第40回ゴールデン・アロー賞 最優秀新人賞、放送新人賞
  - 第12回TV-LIFE年間ドラマ大賞 新人賞（『3年B組金八先生』『マイリトルシェフ』）[114]
- 2003年
  - 第41回ゴールデン・アロー賞 映画新人賞
  - 第11回橋田賞 新人賞[115]
  - 第13回日本映画批評家大賞 新人賞（『あずみ』）
- 2004年
  - 第28回エランドール賞 新人賞[116]
  - 第27回日本アカデミー賞
    - 優秀主演女優賞
    - 新人俳優賞
    - 話題賞（『あずみ』）[117][118]

  - 第17回DVD&ビデオでーた大賞 ベスト・タレント賞
  - 第40回ザテレビジョンドラマアカデミー賞 主演女優賞（『エースをねらえ!』）[119]
- 2005年
  - 第45回ACC CM FESTIVAL 演技賞（大塚製薬「オロナミンCドリンク」）
- 2008年
  - 第48回ACC CM FESTIVAL ベスト演技賞（ソフトバンク「ホワイト家族」シリーズ）[注 1]
- 2011年
  - 第67回ザテレビジョンドラマアカデミー賞 助演女優賞（『流れ星』）[120]
  - 第14回日刊スポーツ・ドラマグランプリ 助演女優賞（『流れ星』）
- 2014年
  - 第37回日本アカデミー賞 優秀主演女優賞（『武士の献立』）[121]
- 2024年
  - 第47回日本アカデミー賞 優秀助演女優賞（『シャイロックの子供たち』）[122]

### その他
- 1997年
  - 第7回全日本国民的美少女コンテスト 審査員特別賞
- 2003年
  - 第14回日本ジュエリーベストドレッサー賞 10代部門
- 2004年
  - 第1回トリンプ 小悪魔大賞
- 2005年
  - ベストスマイル・オブ・ザ・イヤー
  - 第10回ネイルクィーン 女優部門
- 2006年
  - 第3回COTTON USAアワード Miss COTTON USA
  - 第12回E-ライン・ビューティフル大賞
- 2007年
  - 第1回よい歯と食育大賞[123]
  - 2008年イヤージュエリー イメージリーダー
- 2008年
  - 第24回浅草芸能大賞 新人賞[124]
  - 第37回ベストドレッサー賞 芸能部門[125]
- 2009年
  - 第7回きもの大賞[126]
  - VOGUE NIPPON Women of the Year 2009[127]
  - EXELCO DIAMOND AWARD[128]
- 2010年
  - 第1回青森りんごクイーン[129]
- 2011年
  - 第7回ファー・オブ・ザ・イヤー[130]
- 2012年
  - 第10回クラリーノ美脚大賞2012 20代部門[131]
  - 宝島社 日本ファッションリーダーアワード2012[132]
- 2016年
  - 第4回ウーマン オブ ザ イヤー[133]
- 2018年
  - 第29回日本ジュエリーベストドレッサー賞 30代部門[134]
- 2023年
  - 第19回クラリーノ美脚大賞2023 30代部門[135]

## 書籍

### 写真集
- キスしていいですか。（2001年、英知出版）※オムニバス写真集
- 晴れのち雨、のち晴れ（2001年、ワニブックス）
- あいうえと（2002年、集英社）
- SEPTEMBER FOURTEENTH（2003年、集英社）
- natural（2004年、ワニブックス）
- Last Teen（2005年、東京ニュース通信社）
- Breath（2005年、集英社）
- 上戸彩写真集 North East West（2010年、ホーム社）
- 上戸彩写真集 Midday Reverie（2025年、宝島社）

### その他
- 上戸彩20＊25（2011年6月、角川マーケティング）